# Ștefan Pănoiu
Ștefan Pănoiu, né le 23 septembre 2002 à Râmnicu Vâlcea en Roumanie, est un footballeur roumain qui évolue au poste de milieu central au FCU Cluj en prêt du Rapid Bucarest.

## Biographie

### En club
Né à Râmnicu Vâlcea en Roumanie, Ștefan Pănoiu commence le football dès son plus jeune âge, il est poussé par sa famille très passionnée par ce sport, et notamment mère. Il joue ainsi pour l'Hidro Râmnicu Vâlcea puis au SCM Râmnicu Vâlcea avant d'être formé par le Rapid Bucarest qu'il rejoint en 2018 alors que d'autres clubs le convoitaient comme le FC Dinamo Bucarest, le Viitorul Constanța ou encore le Steaua Bucarest. Il joue son premier match en professionnel avec ce club, le 24 août 2019, lors d'une rencontre de championnat face au SSU Politehnica Timișoara (en). Il est titularisé, et son équipe l'emporte sur le score de un but à zéro.
Il participe à la montée du club et joue son premier match de première division roumaine, le 18 juillet 2021, lors de la première journée de la saison 2021-2022 contre l'AFC Chindia Târgoviște. Il entre en jeu à la place de Rareș Ilie et son équipe s'impose par un but à zéro. Le 7 août 2021 il inscrit son premier but en première division contre le FC Argeș Pitești. Titulaire ce jour-là, il donne la victoire à son équipe en marquant le seul but de la partie,.

### En sélection
Ștefan Pănoiu représente l'équipe de Roumanie des moins de 20 ans, jouant son premier match avec cette sélection le 6 septembre 2021 contre l'Angleterre. Il est titulaire et capitaine lors de cette rencontre perdue par son équipe (6-1 score final).